# Карабутак (Казахстан)
Карабута́к (каз. Қарабұтақ) — село у складі Айтекебійського району Актюбінської області Казахстану. Адміністративний центр Карабутацького сільського округу.
Населення — 2251 особа (2021; 2601 у 2009, 3892 у 1999, 4995 у 1989).